# Adgangskursus til ingeniøruddannelserne
Adgangskursus til ingeniøruddannelserne (ADK) er for personer, der ikke har en adgangsgivende eksamen, men f.eks. er håndværkere eller har anden praktisk erfaring (mindst 2 års erhvervserfaring eller lignende). Kurset indeholder fem obligatoriske fag: matematik, fysik, kemi, engelsk og dansk og desuden forskellige valgfag, der varierer på tværs af de enkelte uddannelsessteder.
Uddannelsen på adgangskurset, der typisk er et-årigt, men også kan tages over 1½ år i stedet for 12 måneder, udbydes ved fire forskellige universiteter i i alt ni forskellige danske byer: Danmarks Tekniske Universitet (DTU) i Ballerup, Lyngby og Næstved, Aalborg Universitet (AAU) i Aalborg og Esbjerg, Aarhus Universitet (AU) i Herning og Aarhus og Syddansk Universitet (SDU) i Odense og Sønderborg.
Endvidere udbydes enkeltfag i stil med gymnasiale suppleringskurser til studenter, der søger ind på uddannelsen til ingeniør, ligesom man på et halvt år kan gennemføre et forløb mhp. adgang til uddannelsen som maskinmester.

## Historie
Uddannelsen blev indført i 1965 samtidig med, at en matematisk studentereksamen blev indført som krav for at kunne starte direkte på ingeniøruddannelsen. Ændringerne af ingeniøruddannelsernes opbygning og forudsætninger i 1965 er blevet beskrevet som de mest radikale ændringer i teknikumuddannelsernes struktur, siden det treårige studium blev indført i 1922.